# Episodi di Outlander (sesta stagione)
La sesta stagione della serie televisiva Outlander, composta da otto episodi, è stata trasmessa sul canale statunitense Starz dal 6 marzo al 1º maggio 2022.
In Italia la stagione è andata in onda sul canale satellitare Sky Serie dal 26 aprile al 17 maggio 2022.
Il cast principale di questa stagione è formato da: Caitríona Balfe, Sam Heughan, Sophie Skelton, Richard Rankin, Mark Lewis Jones, John Bell, Chris Larkin, César Domboy, Lauren Lyle, Caitlin O'Ryan, Glen Gould, Simon R. Baker, Ned Dennehy, Braeden Clarke, Tom Jackson, Gail Maurice, David Berry, Maria Doyle Kennedy. Andrew Gower ricompare come guest star.
| nº | Titolo originale             | Titolo italiano         | Prima TV USA   | Prima TV Italia |
| -- | ---------------------------- | ----------------------- | -------------- | --------------- |
| 1  | Echoes                       | Echi                    | 6 marzo 2022   | 26 aprile 2022  |
| 2  | Allegiance                   | Lealtà                  | 13 marzo 2022  | 26 aprile 2022  |
| 3  | Temperance                   | Temperanza              | 20 marzo 2022  | 3 maggio 2022   |
| 4  | Hour of the Wolf             | L'ora del lupo          | 27 marzo 2022  | 3 maggio 2022   |
| 5  | Give Me Liberty              | Datemi la libertà       | 3 aprile 2022  | 10 maggio 2022  |
| 6  | The World Turned Upside Down | Si è rivoltato il mondo | 10 aprile 2022 | 10 maggio 2022  |
| 7  | Sticks and Stones            | Bastoni e pietre        | 24 aprile 2022 | 17 maggio 2022  |
| 8  | I Am Not Alone               | Non sono da sola        | 1º maggio 2022 | 17 maggio 2022  |

## Echi
- Titolo originale: Echoes
- Diretto da: Kate Cheeseman
- Scritto da: Matthew B. Roberts

### Trama
- Durata: 80 minuti
- Guest star: Jessica Reynolds (Malva Christie), Alexander Vlahos (Allan Christie), Paul Gorman (Josiah/Keziah Beardsley), Sarah Collier (Murdina Bug), Hugh Ross (Arch Bug), Robin Laing (Donald MacDonald), Paul Donnelly (Ronnie Sinclair), Gary Lamont (Evan Lindsay), Jack Tarlton (Kenny Lindsay), Gilly Gilchrist (Geordie Chisholm), Robin Scott (Germain Fraser), Jay Villiers (Colonnello Harry Quarry), James Allenby-Kirk (Hayes), Keith Fleming (Lesley), Nathan Byrne (James McCready), Brian Pettifer (Vecchio Charlie), Dyfan Dwyfor (Soldato semplice Hughes), Solly McLeod (Soldato semplice Lambie), Nebli Basani (Alastair McLeod), Richard Glaves (Capitano Thornton), Joanne Thomson (Amy McCallum), Caleb Reynolds (Aidan McCallum), Antony Byrne (Hiram Crombie), Pauline Turner (Signora Crombie), Anne Kidd (Signora Wilson).
- Ascolti USA: telespettatori 641 000 – rating 18-49 anni 0,05%[3]

## Lealtà
- Titolo originale: Allegiance
- Diretto da: Kate Cheeseman
- Scritto da: Steve Kornacki e Alyson Evans

### Trama
- Durata: 72 minuti
- Guest star: Jessica Reynolds (Malva Christie), Alexander Vlahos (Allan Christie), Paul Gorman (Keziah Beardsley), Sarah Collier (Murdina Bug), Hugh Ross (Arch Bug), Robin Laing (Donald MacDonald), Robin Scott (Germain Fraser), Andrew e Matthew Adair (Jemmy MacKenzie), Caleb Reynolds (Aidan McCallum), Antony Byrne (Hiram Crombie), Pauline Turner (Signora Crombie), Anne Kidd (Signora Wilson), David Gant (Mangiatore di peccati), Blair Lamora (Walela), Barbara Patrick (Selu).
- Ascolti USA: telespettatori 559 000 – rating 18-49 anni 0,05%[4]

## Temperanza
- Titolo originale: Temperance
- Diretto da: Justin Molotnikov
- Scritto da: Shaina Fewell

### Trama
- Durata: 63 minuti
- Guest star: Jessica Reynolds (Malva Christie), Alexander Vlahos (Allan Christie), Paul Gorman (Josiah/Keziah Beardsley), Robin Laing (Donald MacDonald), Paul Donnelly (Ronnie Sinclair), Gary Lamont (Evan Lindsay), Robin Scott (Germain Fraser), Andrew e Matthew Adair (Jemmy MacKenzie), Joanne Thomson (Amy McCallum), Caleb Reynolds (Aidan McCallum), Antony Byrne (Hiram Crombie), Pauline Turner (Signora Crombie), Thérèse Bradley (Signora McGregor), Malcolm Shields (Signor McGregor), Sinead Macinnes (Hortense MacNeill), Ryan Hunter (Padraic MacNeill), Archie McCormick (Pescatore 1), Charlie Geany (Pescatore 2), Aaron Macgregor (Pescatore 3).
- Ascolti USA: telespettatori 575 000 – rating 18-49 anni 0,06%[5]

## L'ora del lupo
- Titolo originale: Hour of the Wolf
- Diretto da: Christiana Ebohon-Green
- Scritto da: Luke Schelhaas

### Trama
- Durata: 57 minuti
- Guest star: Jessica Reynolds (Malva Christie), Paul Gorman (Josiah/Keziah Beardsley), Hugh Ross (Arch Bug), Robin Laing (Donald MacDonald), Morgan Holmstrom (Wahionhaweh), Marty Wildman (Tehhonahtake), Michael Geary (Scotchee Cameron).
- Ascolti USA: telespettatori 475 000 – rating 18-49 anni 0,04%[6]

## Datemi la libertà
- Titolo originale: Give Me Liberty
- Diretto da: Christiana Ebohon-Green
- Scritto da: Barbara Stepansky

### Trama
- Durata: 60 minuti
- Guest star: Jessica Reynolds (Malva Christie), Alexander Vlahos (Allan Christie), Paul Gorman (Josiah/Keziah Beardsley), Robin Laing (Donald MacDonald), Andrew e Matthew Adair (Jemmy MacKenzie), Joanne Thomson (Amy McCallum), Caleb Reynolds (Aidan McCallum), Euan Bennet (Obadiah Henderson), David Gant (Mangiatore di peccati), Andrew Gower (Principe Carlo Edoardo Stuart), Shauna Macdonald (Flora MacDonald), Russell Watters (Allan MacDonald), Alastair Findlay (Duncan Innes), Mercy Ojelade (Mary), James Weber Brown (Cornelius Harnett), Freddie Stevenson (Ainsley Beeston), Eugene O'Hare (Governatore Josiah Martin), Dominic Wolf (Capitano Chapman), David Mahoney (Fogarty Simms), Adam Kotz (Sceriffo Tolliver), Derek Jeck (Rivoltoso dei Whigs), Alex Fthenakis (Rivoltoso 2), Nicholas Elliott (Servo).
- Ascolti USA: telespettatori 486 000 – rating 18-49 anni 0,04%[7]

## Si è rivoltato il mondo
- Titolo originale: The World Turned Upside Down
- Diretto da: Justin Molotnikov
- Scritto da: Toni Graphia

### Trama
- Durata: 71 minuti
- Guest star: Jessica Reynolds (Malva Christie), Alexander Vlahos (Allan Christie), Sarah Collier (Murdina Bug), Paul Donnelly (Ronnie Sinclair), Joanne Thomson (Amy McCallum), Antony Byrne (Hiram Crombie), Pauline Turner (Signora Crombie), Euan Bennet (Obadiah Henderson), Sinead Macinnes (Hortense MacNeill), Ryan Hunter (Padraic MacNeill), Alexander Dunlop (Ragazzo MacNeill), Thérèse Bradley (Signora McGregor), Malcolm Shields (Signor McGregor).
- Ascolti USA: telespettatori 534 000 – rating 18-49 anni 0,04%[8]

## Bastoni e pietre
- Titolo originale: Sticks and Stones
- Diretto da: Jamie Payne
- Scritto da: Danielle Berrow

### Trama
- Durata: 60 minuti
- Guest star: Jessica Reynolds (Malva Christie), Alexander Vlahos (Allan Christie), Paul Gorman (Josiah/Keziah Beardsley), Sarah Collier (Murdina Bug), Hugh Ross (Arch Bug), Antony Byrne (Hiram Crombie), Pauline Turner (Signora Crombie), Euan Bennet (Obadiah Henderson), Andrew e Matthew Adair (Jemmy MacKenzie), Michael Cooke (Ezra), Mark Rannoch (Jack), Hunter Bishop (Amon Oakes), Chris Dennis (Curtis Brown).
- Ascolti USA: telespettatori 469 000 – rating 18-49 anni 0,02%[9]

## Non sono da sola
- Titolo originale: I Am Not Alone
- Diretto da: Jamie Payne
- Scritto da: Luke Schelhaas

### Trama
- Durata: 61 minuti
- Guest star: Alexander Vlahos (Allan Christie), Paul Gorman (Keziah Beardsley), Sarah Collier (Murdina Bug), Hugh Ross (Arch Bug), Andrew e Matthew Adair (Jemmy MacKenzie), Paul Donnelly (Ronnie Sinclair), Gary Lamont (Evan Lindsay), Jack Tarlton (Kenny Lindsay), Kyle Rees (John Quincy Myers), Antony Byrne (Hiram Crombie), Thérèse Bradley (Signora McGregor), Malcolm Shields (Signor McGregor), Euan Bennet (Obadiah Henderson), Ryan Hunter (Padraic MacNeill), Michael Cooke (Ezra), Mark Rannoch (Jack), Hunter Bishop (Amon Oakes), Chris Dennis (Curtis Brown), Tim Faraday (Jacoby), Adam Kotz (Sceriffo Tolliver), Katie Redford (Margit).
- Ascolti USA: telespettatori 441 000 – rating 18-49 anni 0,04%[10]